# 紅豆麵包 (日本電視劇)
《紅豆麵包》，為日本NHK電視台預定於2025年播出的第112部晨間劇，由NHK綜合頻道（AK局）拍攝製作，由今田美櫻主演。
臺灣由KKTV、台灣大哥大MyVideo、friDay影音、中華電信MOD、Hami Video於2025年3月31日起跟播，這是NHK晨間劇在臺灣播出以來，第一次於國內OTT平台與日本NHK電視台同步首播。有線頻道方面則是由緯來日本台於2025年8月5日起，每週一至週五晚間21：00-22：00時段播出(首日加長10分鐘，播出日本4集進度)，平均每日播出日本進度3集的內容。

## 故事內容及簡介
本劇以漫畫《麵包超人》原作者，漫畫家及詩人柳瀨嵩與其妻小松暢為原型的而創作的故事。

## 企劃與製作
本劇製作的相關事宜在2023年10月20日發佈，同時宣佈本作的女主角「朝田暢」將透過試鏡徵選程序選出。徵選人數達到3365人，是NHK晨間電視劇史上最多徵選者的一次。
2024年2月2日，正式發表由今田美櫻擔任女主角。

## 登場人物

### 主角
- 朝田暢（朝田のぶ）→若松暢 →柳井暢：今田美櫻（幼年期：永瀨柚凪（日语：永瀬ゆずな））

本劇主角。角色原型為小松暢。
- 柳井嵩：北村匠海[3]（幼年期：木村優來）

小暢的丈夫。角色原型為柳瀨嵩。是日本漫畫「麵包超人」原作者。

### 高知的人們

#### 朝田家
- 朝田結太郎：加瀨亮

小暢的父親。
- 朝田羽多子：江口德子

小暢的母親。
- 朝田蘭子：河合優實（幼年期：吉川櫻）

小暢的大妹。
- 朝田芽衣子（朝田メイコ）→辛島芽衣子：原菜乃華（幼年期：永谷咲笑）

小暢的小妹。
- 朝田釜次：吉田鋼太郎

小暢的祖父。
- 朝田倉（朝田くら）：淺田美代子（日语：浅田美代子）

小暢的祖母。
- 原豪：細田佳央太

釜次的徒弟。

#### 柳井家
- 柳井清：二宮和也

阿嵩的父親。角色原型為柳瀨清。
- 柳井登美子：松嶋菜菜子

阿嵩的母親。角色原型為柳瀨登喜子。
- 柳井千尋：中澤元紀（幼年期：平山正剛）

阿嵩的弟弟。角色原型為柳瀨千尋。
- 柳井寬：竹野內豐

阿嵩的伯父。角色原型為柳瀨寬。
- 柳井千代子：戶田菜穗

阿嵩的伯母。角色原型為柳瀨喜美（柳瀬キミ）。
- 宇戶新（宇戸しん）：瞳水陽葵

柳井家的侍女。

#### 高中時代遇到的人們
- 辛島健太郎：高橋文哉

阿嵩的同學。
- 小川宇佐子（小川うさ子）：志田彩良（幼年期 : 中野翠咲）

小暢的同學兼幼年玩伴。
- 山下實美：成膳任（日语：ソニン (タレント)）

小暢就讀的女子高中的老師。
- 黑井雪子：瀧內公美

小暢高中畢業後就讀的女子師範學校的老師。
- 座間晴斗：山寺宏一

阿嵩就讀的藝術學校的老師。角色原型為杉山豐桔。

#### 高知新報的人們
- 東海林明：津田健次郎

高知新報的編集局主任。
- 小田琴子：鳴海唯（日语：鳴海唯）

高知新報的女記者。
- 岩清水信司：倉悠貴

高知新報的記者。

#### 高知的其他人們
- 屋村草吉：阿部貞夫

浪跡天涯的麵包師傅。
- 桂萬平（桂万平）：小倉蒼蛙（日语：小倉一郎）

釜次的朋友。饅頭店老闆。
- 天寶和尚：齊藤曉（日语：斉藤暁）

釜次的朋友。和尚。
- 若松次郎：中島步（日语：中島歩）

小暢的第一任丈夫。角色原型為小松總一郎。
- 若松節子：神野三鈴（日语：神野三鈴）

次郎的母親。
- 薪鐵子（薪鉄子）：戶田惠子

高知出生的民意代表。

### 其他人物
- 八木信之介：妻夫木聰

柳井嵩於二戰期間，在部隊中結識的老兵。
- 伊勢拓也（いせたくや）：大森元貴

作曲家。角色原型為作曲家泉拓（本名今泉隆雄）。
- 手嶌治：真榮田鄉敦[4]

阿嵩上京後遇見的天才漫畫家。角色原型為手塚治虫。
- 白鳥玉惠：久保史緒里[5]

人氣歌手。角色原型為宮城真理子。
- 六原永輔：藤堂日向

新銳導演兼作詞人。角色原型為永六輔。

## 播出日程
| 週次 | 集數     | 播出日期與標題                           | 編劇       | 導演   | 收視率 |
| ---- | -------- | ---------------------------------------- | ---------- | ------ | ------ |
| 1    | 1－5     | 2025年3月31日－4月4日 （人類還真是寂寞） | 中園美保   | 柳川強 | 15.2%  |
| 2    | 6－10    | 4月7日－4月11日 （你好，不幸的人）       | 橋爪紳一朗 | 15.3%  |        |
| 3    | 11－15   | 4月14日－4月18日 （為何而生）            | 柳川強     | 15.3%  |        |
| 4    | 16－20   | 4月21日－4月25日 （為何而活）            | 橋爪紳一朗 | 15.4%  |        |
| 5    | 21－25   | 4月28日－5月2日 （人生是互相取悅的遊戲） | 柳川強     | 15.3%  |        |
| 6    | 26－30   | 5月5日－5月9日 （是痛苦還是去愛）        | 野口雄大   | 15.1%  |        |
| 7    | 31－35   | 5月12日－5月16日 （海與淚與我）          | 橋爪紳一朗 | 15.5%  |        |
| 8    | 36－40   | 5月19日－5月23日 （相遇與離別）          | 柳川強     | 15.5%  |        |
| 9    | 41－45   | 5月26日－5月30日 （絕望的另一頭是希望）  | 野口雄大   | 15.8%  |        |
| 10   | 46－50   | 6月2日－6月6日 （活下去）                | 橋爪紳一朗 | 15.8%  |        |
| 11   | 51－55   | 6月9日－6月13日 （即使最討厭軍隊）       | 柳川強     | 16.0%  |        |
| 12   | 56－60   | 6月16日－6月20日 （逆轉不了的正義）      | 16.0%      |        |        |
| 13   | 61－65   | 6月23日－6月27日 （再會了，眼淚）        | 野口雄大   | 16.2%  |        |
| 14   | 66－70   | 6月30日－7月4日 （幸福在哪裡）           | 橋爪紳一朗 | 16.9%  |        |
| 15   | 71－75   | 7月7日－7月11日 （前往東京）             | 佐原裕貴   | 16.1%  |        |
| 16   | 76－80   | 7月14日－7月18日 （要活得開心）          | 野口雄大   | 16.0%  |        |
| 17   | 81－85   | 7月21日－7月25日 （加倍喜歡你）          | 柳川強     | 16.4%  |        |
| 18   | 86－90   | 7月28日－8月1日 （攜手共度，現在很幸福） | 尾崎達哉   | 16.6%  |        |
| 19   | 91－95   | 8月4日－8月8日 （勇氣之花）              | 橋爪紳一朗 | 15.5%  |        |
| 20   | 96－100  | 8月11日－8月15日 （仰望夜空的星辰）      | 佐原裕貴   | 16.6%  |        |
| 21   | 101－105 | 8月18日－8月22日 （將雙手舉向太陽）      | 野口雄大   |        |        |

## 製作人員
- 編劇：中園美保
- 配樂：井筒昭雄（日语：井筒昭雄）[6]
- 主題曲：RADWIMPS（EMI）[7]
- 旁白：林田理沙（日语：林田理沙）[8]
- 導演：柳川強（日语：柳川強）、橋爪紳一朗（日语：橋爪紳一朗）、野口雄大、佐原裕貴、尾崎達哉
- 製作人：中村周祐、舩田遼介、川口俊介（日语：川口俊介）
- 製作統籌：倉崎憲

## 外部連結
- NHK官方網站

| 日本 NHK 連續電視小說                   | 日本 NHK 連續電視小說        | 日本 NHK 連續電視小說 |
| --------------------------------------- | ---------------------------- | --------------------- |
|                                         | 紅豆麵包 （2025年3月31日－） |                       |
| 御飯糰 （2024年9月30日－2025年3月28日） | 怪變 （2025年9月29日－）     |                       |

| 臺灣 緯來日本台 週一至週五 21:00 - 22:00   | 臺灣 緯來日本台 週一至週五 21:00 - 22:00 | 臺灣 緯來日本台 週一至週五 21:00 - 22:00 |
| ------------------------------------------ | ---------------------------------------- | ---------------------------------------- |
|                                            | 紅豆麵包 （2025年8月5日－）              |                                          |
| 獨活一輩子又怎樣 （2025年7月28日－8月4日） | —                                        |                                          |